# 번역극
번역극은 대체적으로 유럽희곡을 한국어로 번역한 극들을 말한다.

## 역사

### 광복 이전
1910년 이후 신파극 상연 초기에서부터의 일본 작품의 번역·번안물을 고려한다면, 한국 신연극은 처음부터 창작극에의 의존도가 심히 약했다고 할 수밖에 없다. 초기 신파연극, 예를 들어 《육혈포강도》, 《불효천벌(不孝天罰)》, 《장한몽》, 《불여귀》, 《쌍옥루(雙玉淚)》와 같은 성공한 작품들은 모두 일본 것의 번안 아닌 것이 없을 정도였다. 또한 이런 유의 신파극은 제대로 대본이 갖추어져 있지도 않았을 뿐 아니라, 정통신극이 갖는 문학성도 많이 결여되고 있기 때문에, 통념적으로 말하는 번역극의 범주에서는 벗어나는 것이었다. 
다음으로 지상(紙上)에 발표된 한국 최초의 창작극으로 조일제의 작품 《병자 삼인(病者三人)》(1912)을 꼽는데, 이 시기엔 창작극이 극히 드물었으며, 1920년대 이후에 몇 사람의 극작가가 공연활동 위주로 작품을 내놓기에 이르지만 아직도 본궤도에 올랐다고는 할 수 없었다. 따라서 이 시기 이후부터는 유럽 희곡에의 의존도가 높아졌으며, 단순히 창작극의 불모뿐만 아니라 먼저 서양문물을 통해서 배우는 것이 있어야 한다는 외래문화 숭상의 일반적 사조가 연극계에도 그대로 적용되어, 1920년에서 30년대 말에 이르기까지 적지 않은 숫자의 유럽극작가들이 주로 무대를 통하여 소개되었다. 그 명단을 살펴보면 셰익스피어, 톨스토이, 입센, 스트린드베리, 체호프, 그레고리 부인, 던세이니 남작, 쇼, 마이어푀르스터, 오닐, 안드레예프, 고리키 등 대부분이 근대극작가들이다. 이 시기의 번역극 레퍼토리는 말하자면 한국 신극운동의 길잡이가 되는 것으로서 중요한 의미를 가지나 그 선택은 일본에서의 소개를 뒤쫓은 것이 많아, 1920년대 초 토월회가 상연한 《부활(復活)》이나 《알트 하이델베르크》, 심지어는 《카르멘》처럼 일본의 '예술좌(藝術座)'의 모방이 많았다.
그러다가 30년대에 들어와 극예술연구회가 발족됨에 따라 비로소 서구 근대극의 주류를 소개하는 의식적 의도가 드러났다. 예컨대 《검찰관(檢察官)》(고골), 《벚꽃 동산》(체호프), 《인형의 집》(입센), 《어둠의 힘》(톨스토이) 등이 바로 그것이다. 그러나 이런 경향은 곧바로 역시 일본 신극운동의 본산이라고 할 '쓰키지(築地) 소극장'의 레퍼토리를 그대로 본떴다고도 할 수 있어, 광복 전까지의 번역극 상연에 있어 일본의 영향(때로는 일본어 중역까지 합하여)이 뚜렷했다.

### 광복 이후
우수한 창작극 작가가 드물고, 따라서 좋은 창작극이 귀했다는 사실과 이러한 번역극 일변도의 경향이 서로 악순환을 거듭해 온 것은 사실이나 광복 후의 번역극 수용방향은 전과는 많이 달라졌다. 
그 첫째는 미국희곡의 진출이 눈에 띄었다는 점이다. 어쩌면 지극히 당연하다고도 볼 수 있는 이런 경향은 오닐을 위시하여 와일더, 윌리엄스, 밀러 등이 일반극단은 물론, 대학연극에까지 널리 침투되어 번역극의 일반화에 크게 영향을 미쳤다. 
둘째는 6·25 이후 세계문학의 대량소개와 아울러 전후의 새로운 극작가의 소개가 비교적 활발히 진행되었다는 점이다. 특히 프랑스를 중심으로 해서 사르트르 같은 실존주의 작가의 희곡들이 재빨리 소개되었다. 이런 경향은 그 뒤 1960년대에 들어서고 나서 베케트, 이오네스코 등의 '부조리 연극'까지 포함하여 이른바 전위극(前衛劇)의 도입을 용이하게 만들어 주었다. 프리슈나 뒤렌마트 같은 독일계 작가의 소개도 이 범주 안에 넣어서 생각할 수 있다. 
셋째로는 셰익스피어, 몰리에르, 때로는 그리스 비극까지 포함해서의 서구 고전극의 도입이다. 셰익스피어는 광복 전에 이미 소개된 바 있었고, 《햄릿》 같은 작품은 일찍이 1920년에 현철에 의하여 중역으로나마 제대로 번역·출판까지 보게 되어, 아마 번역극 출판의 가장 오래된 케이스가 아닐까 생각될 정도이지만 공연 및 출판을 통한 셰익스피어 소개는 1950년경부터 극단 '신협(新協)'의 중요 레퍼토리가 되었으며, 1960년 이후는 가장 많이 상연되는 극작가가 되었다. 셰익스피어만큼 연극적 영향력이 막강한 현대극작가 브레히트의 극작품 역시 공연되고 있다.

## 브레히트의 극공연의 시작
브레히트의 극공연은 96년 2월 극단 '미추'의 《사천 사는 착한 사람》으로부터 시작되었다. 극단 '미추' 창단 10주년 기념으로 문예회관 대극장 무대에서 공연된 《사천 사는 착한 사람》(이병훈 연출)은 '인간 세상에 과연 선은 존재할 수 있는가' 하는 물음을 통해 자본주의적 시민사회의 모순을 지적하려 한 비유극이었다. 선한 인격자로서 남을 도와주려는 자는 이 세상을 살아가기 힘들고, 안면을 몰수하고 무자비하게 남을 착취하며 사는 자만이 살아남는다는 진리를 셴테와 슈이타라는 1인2역을 통해서 설파하고자 하였다.
1995년 셰익스피어의 《로미오와 줄리엣》을 성공적인 한국적 각색으로 이끈 오태석의 극단 '목화'에서는 브레히트 대표작 중의 하나인 《서푼짜리 오페라》를 번안, 공연하였다. 극중 인물을 우리 식으로 표현하고 극적 상황을 우리 실정에 맞게 손질함으로써 브레히트가 표현하고자 했던 주제의식, 지배계층이나 최하층 불량배 집단이나 모두 부패한 사회 구조를 지니고 있음을 통렬히 비판할 수 있었다. 
1995년 하반기에 이루어진 브레히트 극작품은 극단 '한양 레퍼토리'의 《해피 엔드》였다. 《해피 엔드》는 원작자로 도로시 레인을 내세우고 있으나 브레히트와 그의 여비서 하우프트만이 힘을 합쳐 만든 공동작이라고 한다. 구세군이라는 종교 집단과 갱단이라는 폭력 집단을 통해 사회의 축소판을 형성하고 그들 간의 반목과 화해, 범죄와 회개 과정을 보여주는 극구성이나 주제 의식이 브레히트의 작품 경향과 크게 다르지 않으므로, 이 작품 역시 브레히트의 창작으로 보는 견해가 우세하다.

## 다른 극공연의 예시
1996년 4월 국립극장 대극장에서는 극단 '여인극장' 창단 30주년 기념 공연으로 에드워드 올비 작, 강유정 연출의 《키 큰 세 여자》가 무대에 올랐다. 올비의 최신작으로 미국 초연시 많은 화제를 뿌리며 1994년도 퓰리처상을 받은 바 있는 작품 《키 큰 세 여자》는 죽음을 눈 앞에 둔 한 여인의 삶을 되돌아 보는 형식의 작품으로 일생을 살아가면서 겪는 사랑과 결혼, 자녀 문제 등에 대한 인생관을 들여다볼 수 있게 하였다. 특별히 1막에서는 치매에 걸린 노파와 50대 간호사, 20대 여사무원을 통해 일상사를 보여주다가, 2막에서는 이들이 각각 꿈많던 20대, 현실적인 50대, 무감각해진 90대의 자아로 분열되어 서로간에 미워하다가 이해하고 용서하는 모습을 보여 주었다. 우리나라에 최초로 소개되는 캐나다 극작가 미셸 트레블랑의 희곡 《핏빛달》은 극단 '산울림'의 실험무대로 공연되었다. 30대 시절부터 70대에 이르기까지의 모습을 5명의 분신을 통해 드러내는 형식의 이 작품은 앞서 거론한 《키 큰 세 여자》와 구성이 아주 흡사하다.
1993년 미국 퓰리처상을 받아 세간의 화제에 올랐던 토니 쿠슈너 작 《천사의 바이러스》(원제, Angels in America)는 극단 '단홍'의 창단 공연으로 7월 동숭홀 무대에 올려졌다. 동성애자들과 에이즈 환자들 사이의 사랑과 배신을 다룬 사회문제극 《천사의 바이러스》는 미국을 좌지우지하는 법조계 인사들이 불치의 질병 앞에서 파멸해가는 과정을 충격적으로 보여주었다. 그러나 이 작품은 미국의 고유한 정치 사회적 정서가 전달되지 못했으며 에이즈의 공포가 그리 심하지 않은 국내 형편으로 인해 극의 의도를 고스란히 싣지 못하는 번역극의 한계가 드러나기도 하였다.
해럴드 핀터의 초기 단막극을 번역한 《달빛 멜로디》는 은행나무 소극장에서 막이 올랐다. 이 작품은 지저분한 지하골방에 대기하고 있으면서 익명의 조직이 내리는 살인 명령을 수행하는 살인청부업자들의 일상을 통해 각박한 사회 현실 속에서 남을 쓰러뜨려야만 살아남을 수 있는 현대인의 비정한 실존적 이미지를 형상화하였다. 이 작품은 살인과 희생이라는 비극적 맥락과 점증되는 불안감을 숨긴 채 하찮은 일로 서로 다투고 있는 희극적인 상황을 이끌어낸 점에서 부조리극의 양상을 보여 주었다.

## 대한민국에서의 창작극과 번역극의 구분
1990년대 후반에 들어와 한국 연극계를 보면 이제는 더 이상 창작극과 번역극이라는 이분법적 기준은 파기시켜도 될 만한 시기가 왔음직하다. 창작극과 번역극의 문제는 늘 '번역극의 우세와 창작극의 침체'라는 도식적 틀로 귀결되어 매년 연극계를 결산하는 단골 명제가 되곤 했다. 우리 연극계는 근대극이 도입된 이래로 극작가의 빈곤과 그에 따른 창작극의 부족 현상이라는 고질적인 난제를 해결하지 못한 채, 편의적으로 외국극을 번역하여 빈 자리를 메꿔왔다. 또한 관객의 정서를 무시한 채 창작극의 빈곤을 빌미삼아 외국 작품을 무분별하게 직수입해오는 관행이 있었는가 하면, 창작극을 무조건적으로 편애하며 번역극을 경원하는 경향도 있었다. 그러나 이제는 번역극은 일단 작품성이 한 번 검증된 것이므로 예술성과 흥행성을 보장받을 수 있으리라는 안일한 태도에서 벗어나 번역극의 장점을 살리되 우리의 정서와 현실에 맞는 작품으로 수용하려는 적극적인 자세가 확립되어가고 있다.
특별히 1996년에 들어와서는 앞서 지적한 악순환의 고리를 끊으려는 연극계의 각성이 돋보였다. 한국연극협회가 작성한 공식 통계에 따르면 50여개 정회원 극단에서(재공연과 연장공연, 그리고 지방공연을 제외하고) 총 150편의 공연이 이루어졌는데, 그 중에서 번역극은 30여편, 즉 20%에 불과해 번역극 공연이 대폭 줄어들었음을 알 수 있다. 숫적인 면의 변화뿐만 아니라 질적인 변화 역시 두드러졌는데, 번역극의 장점을 살려 우리 것으로 수용하려는 창조적인 자세가 뚜렷한 한 해였다. 오역을 피하고 정확한 해석과 번역, 고증을 중시여기는 태도가 점차 정착되어가고 있으며, 더 나아가 원작을 다양하게 재해석하거나 한국적 상황으로 번안하려는 적극적인 시도가 돋보였다.

## 같이 보기
- 연극
- 한국의 연극